# Der Bettler (Reinhard Sorge)
Der Bettler ist ein expressionistisches Drama in fünf Akten von Reinhard Sorge. Es erschien 1912 bei S. Fischer und wurde, ein Jahr nach der tödlichen Verwundung des Autors während der Schlacht an der Somme, 1917 am Deutschen Theater in Berlin von Max Reinhardt uraufgeführt. Im Erscheinungsjahr 1912 wurde Sorge von Richard Dehmel für das Stück der Kleist-Preis verliehen.

## Entstehung und Veröffentlichung des Dramas
Die Idee „zu einem neuen großen Ich-Drama“ entstand im September 1911, direkt nachdem Sorge die Niederschrift des Dramas Antichrist beendet hatte. Da er „noch einige Großstadtstudien für nötig fand“, reiste er vom 30. September bis 4. Oktober 1911 nach Berlin und berichtet von dort: „Toller Ekel vor Großstadt und Um-Menschen“.
Nach seiner Rückkehr nach Jena schreibt er weiter, der Arbeitstitel des „Winterdramas“ lautet nun „Theatralische Sendung, Handlung in fünf Aufzügen“.  Der mit ihm befreundete Professor Botho Graef, der für einige Zeit verreist war, überließ Sorge seine Wohnung, damit er ungestört arbeiten könne. Der erste Entwurf war am 14. Oktober fertig, danach folgte die Versifizierung. Am Weihnachtsabend 1911 war das Drama vollendet.
Um einen Verleger zu finden, fuhr er vom 10. bis 21. Januar 1912 nach Berlin. Er versuchte es zunächst beim Neuen Schauspielhaus, dann bei S. Fischer, beim Deutschen Theater und bei Paul Cassirer. Am 2. März 1912 erreichte ihn in Jena die Zusage von S. Fischer. Nach Vertragsschluss arbeitete er das Manuskript noch einmal durch, das Stück erhält erst jetzt seinen Titel Der Bettler (benannt nach Sorges Gedicht Lied der Bettler, das er unter dem Eindruck von Maurice Maeterlincks Prosaband Der Schatz der Armen geschrieben hatte).
Am 11. November 1912 wurde ihm von der Kleiststiftung mitgeteilt, dass ihm vom alleinigen Juror Richard Dehmel für den Bettler der Kleistpreis zugesprochen wurde.

## Uraufführung 1917 durch Max Reinhardt
Mit der Uraufführung von Sorges Bettler eröffnete Max Reinhardt „Das junge Deutschland“, sein Forum für neue Stücke. Zum Konzept der Simultanbühne schrieb Siegfried Jacobsohn in seiner Rezension:
„In Reinhard Sorges Bettler stammt von Max Reinhardt die Behandlung des Lichts. Scheinwerfer erhellen einen Ausschnitt der Bühne, dann einen andern, dann einen dritten, während jeweils der Rest im Dunkel bleibt. Das ist bezeichnend fur den blutjungen Sorge. So tastet sein seherisch begabtes Auge das Leben ab, ohne es doch mit Einem Blick zu umfassen. Es wird von dem lastenden Jammer der elterlichen Behausung geredet: aber diese wirkt durchaus behaglich. Der Vater wird für verrückt erklärt: aber er spricht nicht verrückter als alle Erfinder und Poeten. Er bittet den Sohn um Gift: aber aus Versehen trinkt die gesunde, keineswegs todesbedürftige Mutter mit, geht dabei drauf, und der schuldige Sohn hats in der nächsten Minute vergessen. Soll man moralisieren und nach der Wahrscheinlichkeit fragen? Des Dichters Aug' in holdem Wahnsinn rollend: hier haben wirs vor uns. So will Sorge, so befiehlt er. Willkür ist alles. […] Was er hinterlassen hat, ist das Werk der Dichter, in denen das Gewichtsverhältnis der Mischung von Lyriker und Dramatiker sich umkehren müßte, um im Theater seine Wirkung zu tun.“

## Historische Hörspielbearbeitungen
- 1926: Das Drama der Zeit. Dichterprofile, Szenenauswahl und Erläuterungen von Dr. Hanns Ulmann: Der Bettler. Der begründende Expressionismus – Regie: Hanns Ulmann (Sendespiel (Hörspielbearbeitung) (nicht gesichert) – WEFAG)
  - Sprecherin: Claire Winter
- 1926: Der Bettler. Eine dramatische Sendung – Regie: Julius Witte (Sendespiel (Hörspielbearbeitung) – MIRAG)
  - Sprecher/Sprecherin: Hans Böhm (Der Dichter), Adolf Winds (Der Vater), Tilly Hesse (Die Mutter), Cläre Christen (Die Schwester), Sieglinde Weichert (Das Mädchen), Hans Zeise-Gött (Der Mäzen) und Wilhelm Engst (Der ältere Freund)